# Fritzi: Un conte revolucionari
Fritzi: Un conte revolucionari (originalment en alemany, Fritzi - Eine Wendewundergeschichte) és una pel·lícula d'animació en alemany del 2019 dirigida per Ralf Kukula i Matthias Bruhn sobre la revolució pacífica de la tardor de 1989, explicada des de la perspectiva d'una nena de dotze anys. Es tracta d'una coproducció entre Alemanya, Luxemburg, Bèlgica i la República Txeca, i està basada en el llibre infantil alemany de 2009 Fritzi war dabei de Hanna Schott.

## Premissa
La Fritzi, de dotze anys, té cura del gos Sputnik de la seva millor amiga Sophie mentre la família de la Sophie està de vacances a Hongria. Però quan la Sophie no torna, en Fritzi i l'Sputnik se'n van a buscar-la.

## Premis i reconeixements
- 2019: Premi de la Crítica de Cinema Alemany a la millor pel·lícula infantil, atorgada per l'Associació de Crítics de Cinema d'Alemanya[4]
- 2020: Mitteldeutscher Rundfunk – Millor guió al 28è Festival Pardal d'Or d'Erfurt[5]
- 2020: Rauchfrei-Siegel de la Deutsche Krebshilfe i l'Aktionsbündnis Nichtrauchen per com la pel·lícula "... prescindeix deliberadament dels personatges fumadors i, per tant, serveix com a model a seguir, especialment per als joves".[6]